# Carl von Heyden
Carl Heinrich Georg(es) von Heyden (Francoforte sul Meno, 20 gennaio 1793 – Francoforte sul Meno, 7 luglio 1866) è stato un politico ed entomologo tedesco.
Ha raccolto insetti di ogni ordine, interessandosi in particolare a coleotteri, microlepidotteri, imenotteri, ditteri e insetti fossili. Le sue collezioni sono divise tra l'Istituto tedesco di entomologia e il Senckenberg Naturmuseum.

## Biografia
Carl Heinrich Georg von Heyden proveniva da una famiglia patrizia di Francoforte sul Meno, che tra il 1635 e il 1748 ricoprì sempre la carica di direttore delle Postverbindung (Poste imperiali) di Colonia. Suo padre era Heinrich Dominicus von Heyden. (1744-1819), sua madre Luise von Cloz.
Com'era consuetudine nelle famiglie dell'alta borghesia di Francoforte dell'epoca, ricevette lezioni private, anche da Johann Jacob Gottlieb Scherbius, che aveva già insegnato il latino al giovane Johann Wolfgang von Goethe. Si interessò precocemente allo studio dell'entomologia, tra l'altro grazie alle vaste collezioni di Johann Isaak von Gerning. Studiò selvicoltura dal 1810 al 1812 presso la Forstakademie Dreißigacker (Accademia forestale di Dreißigacker) vicino a Meiningen diretta da Johann Matthäus Bechstein e nel 1813 presso l'Università Ruprecht Karl di Heidelberg, dove fu membro del Corpo Rhenania. Nel 1814-15 partecipò alla Campagna di Germania del 1813 e successivamente si unì al Linienbataillon (Battaglione di linea), l'esercito regolare della Città libera di Francoforte, come Oberleutnant.
Heyden apparteneva alla Ganerbschaft Zum Frauenstein. Nel 1827 divenne senatore, poi deputato all'Ufficio dei testimoni di guerra e all'Ufficio forestale, che amministrava il vasto patrimonio forestale della Città Libera. Nel 1836 divenne "Sindaco giovane" (Jüngerer Bürgermeister); nel 1837 passò al Schöffenbank (banco degli assessori), il primo banco del Senato, e nel 1845 assunse per la prima volta la carica di Älteren Bürgermeisters (Sindaco anziano). Fu rieletto nel 1848, nel 1850 e nel 1853, guidando le sorti della città durante il turbolento periodo della Rivoluzione tedesca del 1848-1849 (Märzrevolution) e del Parlamento di Francoforte.
Come politico, Heyden apparteneva all'ala conservatrice del Senato. Il 20 ottobre 1851, subì un attentato da parte di Johann Philipp Herrlich, atto che tuttavia si concluse senza alcuna conseguenza. Heyden si ritirò sempre più dalla politica e si dedicò esclusivamente alla ricerca, soprattutto sulle farfalle. Fu membro di 35 società e associazioni scientifiche, tra cui - come cofondatore - la Senckenbergischen Naturforschenden Gesellschaft a partire dal 1817, di cui fondò la sezione entomologica nel 1821, la Gesellschaft Deutscher Naturforscher und Ärzte (1822), il Physikalischen Vereins (1824), il Vereins für Geographie und Statistik (1836) e il Vereins für Naturwissenschaftliche Unterhaltung. Si fece conoscere a livello internazionale con 64 pubblicazioni specialistiche, tra cui 34 di carattere entomologico. Tre generi e 33 specie di animali e piante portano il nome di Heyden. Nel 1861, l'Università di Gießen gli conferì un dottorato onorario. Heyden fu anche membro del Vereins für Geschichte und Altertumskunde di Francoforte.
Nel 1837 sposò Julia von Dörnberg (1815-1844), figlia dell'Oberjägermeisters Freiherr Friedrich von Dörnberg (1781-1877), con la quale ebbe due figli e una figlia. Il figlio maggiore Lucas von Heyden (1838-1915) divenne inizialmente un ufficiale prussiano, ma si ritirò dal servizio attivo come maggiore e continuò gli studi entomologici del padre. Anche il figlio minore Karl Hermann divenne ufficiale prussiano. È considerato il fondatore della faleristica scientifica.
Carl Heinrich Georg von Heyden morì il 7 gennaio 1866 ed è sepolto nel Cimitero di Francoforte.
| Heyden è l'abbreviazione standard utilizzata per le specie animali descritte da Carl von Heyden. Categoria:Taxa classificati da Carl von Heyden |